# Diócesis de Trogir
La Diócesis de Trogir es una antigua diócesis católica con sede en Trogir (en latín: Tragurium, en italiano: Traù) en la costa croata del mar Adriático.

## Historia

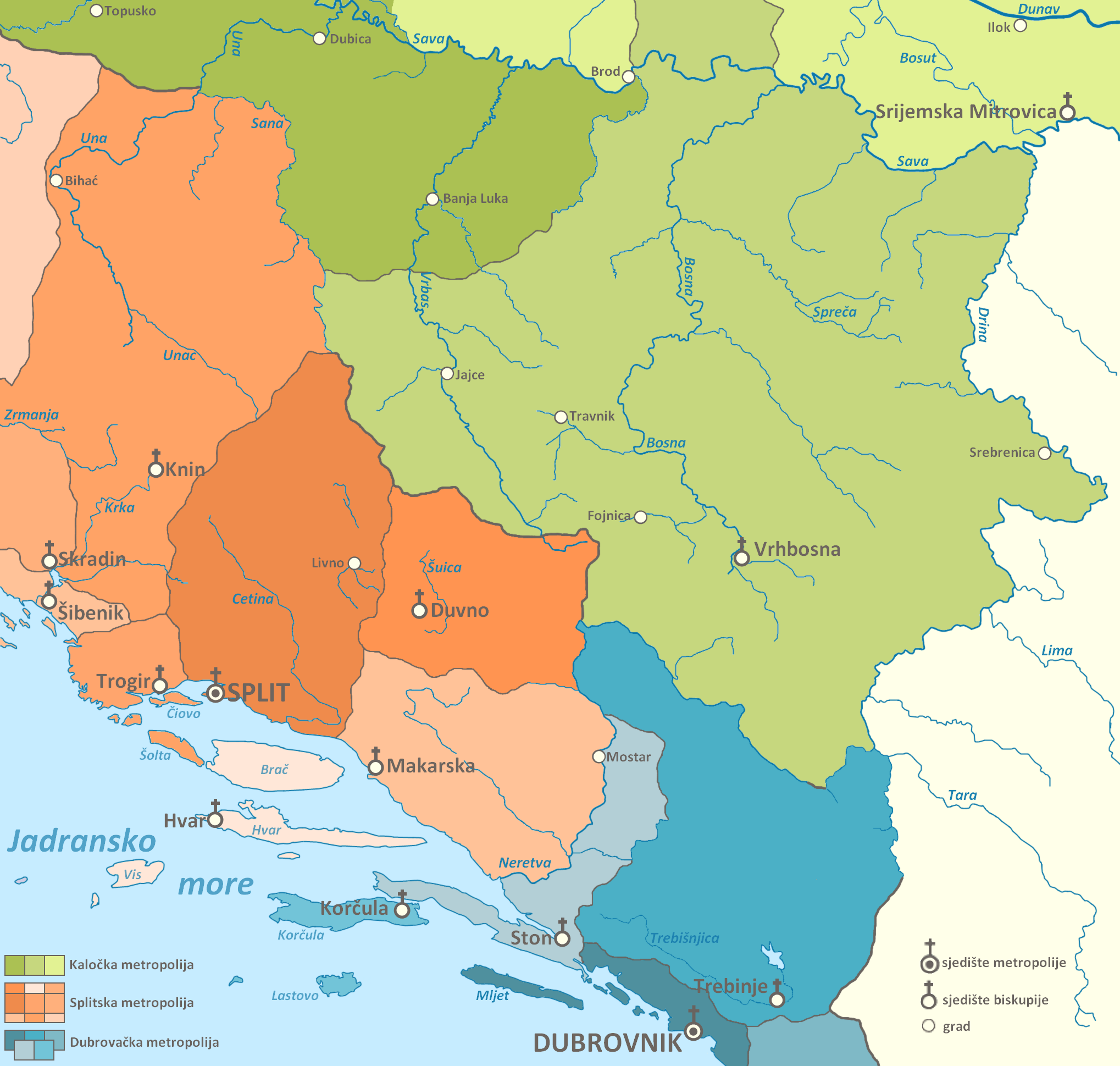
Diócesis de Trogir en el.

La diócesis fue fundada en la Edad Media y abolida en 1828.
La mayor parte del área de la diócesis estaba bajo la jurisdicción de la Diócesis de Šibenik, mientras que la zona sureste, más pequeña, estaba bajo la Arquidiócesis de Split.
La iglesia principal de la diócesis era la catedral de san Lorenzo de Trogir.

## Obispos
- Pedro (970-?)
- San Juan de Trogir, en realidad Giovanny de Osor (1062–1111)
- Anónimo (1112 -?)
- puesto vacante (1123-1151?)
- Dessa Maccarelli, de Tragurium (1151-1180, elegido únicamente)
- Miguel, de Tragurium (1180-1206), anteriormente obispo coadjutor de Traù (? – 1180?)
- Treguanus alias Treguano, de Florencia (1206 - 1254)
- Columbanus alias fra Columbano, de Rab, Orden de Frailes Menores (O.F.M.) (1255-1277)
- Juan II (1277-?)
- Gregorius Machinatura, de Tragurium (1282-1297)
- Liberio, de Ancona (Italia, 1297-1319)
- Lampridio Vitturi, de Tragurium (1320-1348)
- Fray Bartolomeo, de Vallismontana (1349-¿fallecido en 1361?), anteriormente obispo de Kotor (Montenegro) (1348–1349)
- Niccolò de' Casotti (Nikola Kažotić), de Tragurium (1361-1370)
- Valentín (1370-?)
- Crisogono (Krševan) de Dominis (14 de julio de 1372-1403), de y anteriormente obispo de la diócesis de Arba (Rab) (1363–1372); más tarde arzobispo metropolitano de Kalocsa (Hungría, plausiblemente no poseído ya que murió el mismo año)
- Simone (Šimun) de Dominis, de Rab (1403-1420?)
- Marino de Cernotis (Carnota), de Rab (1423-1424), anteriormente obispo de Arba (1414-1423); posteriormente obispo de Trieste (Italia, 1424–1441).
- Fray Tommaso Tomasini de Tuscia, dominico (OP) (1424-1435), anteriormente obispo de Cittanova (de Istria) (Croacia, 1409–1420), obispo de Pula (Croacia) (1420-1423), obispo de la diócesis de Urbino (Italia) (1423-1424); posteriormente obispo de Recanati (Italia, 1435-1440), luego obispo de Feltre (Italia) (1440-1446).
- Ludovico (Treviso) Scarampi Mezzarota, de Padua (Italia, 1435-1437), posteriormente Arzobispo Metropolitano de Florencia (Italia) (1437-1439), Patriarca de Aquilea (Italia) (1439-1465), creado Cardenal-Presbítero de San Lorenzo en Dámaso (1440-1465), Camarlengo de la Iglesia católica (1440-1465)
- Giovanni Vitelleschi, administrador apostólico u obispo, según la fuente, 1437-1440); anteriormente obispo de Macerata (Italia) (1431–1435), patriarca titular de Alejandría (1435-1440), arzobispo metropolitano de Florencia (Italia) (1435–1437); también cardenal presbítero de San Lorenzo in Lucina (1437–1440), arcipreste de la Basílica de Santa María la Mayor (1439 – 1440.04.02).
- Angelo Cavazza de Venecia (1440-1452), anteriormente obispo de Arba (1428–1433), obispo de Poreč–Novigrad (Croacia) (1433–1440)
- Giacomo Trugloni, de Ancona (Italia, 1452-1483)
- Leonello Chiericato, de Vicenza (Italia, 1484–1488), anteriormente obispo de Arba (1472–1484); Más tarde obispo de Concordia (1488–1506)
- Francesco Marcelli, de Venecia (1488-1524)
- Toma Niger (Tommaso de Nigris) [3] de Split (1524-1525), alias Tommaso de Nigris, anteriormente obispo de Skradin (1520–1524) ***
- Cristoforo de Baptistis (Níger), alias Cristoforo de Nigris, de Split (Croacia, 1525-1559)
- Federico Cornaro de Venecia (1560-1561),[4] más tarde obispo de Bérgamo (Italia) (1561–1577), obispo de Padua (Italia) (1577–1590), creado cardenal-presbítero de Santo Stefano Rotondo (1586–1590)
  - Administrador apostólico (1561-1567) Cardenal Alvise Cornaro de Venecia
- Tommaso Sperandio Corbelli, de Fano (Italia, 1567-1574)[5]
- Antonio Guidi, de Mantua (Italia, 1604)
- Martius Andreucci, de Udine (Italia, 1604-1622)[6]
- Pace Giordano (Pax Jordanus) (1623-1649)[7] de Vicenza (1623-1649)
  - puesto vacante (1649-1654)
- Francesco Coccalini, de Venecia (1654-1661)
- Giovanni Paolo Garzoni, de Venecia (1663-1675)
- Giovanni de Andreis, de Trogir (1676-1683)
- Joannes Cuppari (Ivan Cupareo), de Split (1684-1694)[8]
- Joseph Simeon Cavagnini , de Split (1695-1698)
- Stefano Cupilli, de Venecia (1699-1708 trasladado a la sede de Split)
- Pietro Paolo Calorio (Calore), de Venecia (1708-1713 trasladado a la sede de Krk, Croacia)
- de Miguel Ángel Farfulfi (Miguel Ángel Farolfi), de Candia (Heraclión) (Creta, Grecia, 1713-1715)
- Ivan Vidović (Jean Vidovich) de Šibenik (1716-1721)
- Ante Kadčić (Antoine Kacich) de Makarska (1722 – 1730 trasladado a la sede de Split )
- Fra Giuseppe Caccia, de Venecia (1731-1737)
- Gerolamo Fonda de Piran (1738-1754)[9]
- Didak Manola (Diego Manola), de Split (1755-1765)
- Ivan Antun Miočević (Johann Anton Miocevich), de Šibenik (Croacia, 1766-1786)
- Lelio Cippico, de Trogir (aceptó en 1783 el traslado desde la sede de Šibenik cuando Miočević debía ser trasladado a la sede de Split – en 1784 fue trasladado a la sede de Split)[10]
- Antun Belglava (Antonio Belglava), de Zadar (Croacia, 1787-1790)
- Giovanni Pietro Galzigna, de Rab (1790-1795 trasladado a la sede de Rab)
- Giovanni Antonio Pinelli, de Trogir (1795-1821)
  - puesto vacante (1821-1828)